# 森永明日夏
森永 明日夏（もりなが あすか、7月13日生）は、日本の女優、声優。広島県出身。俳優座所属 1994-2015

## 出演作品

### 映画
- アカシアの町（監督：森川時久）
- 草刈十字軍（監督：吉田一夫）
- スタート
- Samurai Umpires in the USA ※ナレーション

### テレビ
- 知ってるつもり?!
- 櫂
- 人それを情死と呼ぶ
- 水戸黄門 第27部 第16話「黄門様を探した娘 - 久保田 -」（1999年7月5日） - お千代 役
- 大岡越前

### 吹き替え
- 悪魔の嵐
- アリー my Love2
- ER緊急救命室シーズンⅨ（ジョディ・ホームズ〈レイク・ベル〉）
- ER緊急救命室シーズンⅩ（ジョーダン〈ジュリアンヌ・ニコルソン〉）
- エイリアス
- オールイン 運命の愛（チョ・ジョンミン）
- カル（チェ・スヨン）
- ザ・ソプラノズ 哀愁のマフィア
- シェルビーの事件ファイル
- 新アウターリミッツ
- スタートレックVI 未知の世界
- スティグマータ 聖痕（フランキー）
- チェオクの剣（チョ・ナニ）
- ドーソンズ・クリーク
- フリーダ（ティナ・モドッティ）
- マグダレンの祈り（マーガレット）
- 名探偵モンク

### ゲーム
- ぼくらのかぞく（永井幸）